# Anton Kochanowski von Stawczan
Anton Kochanowski von Stawczan (17. listopadu 1817 Tarnopol – 10. září 1906 Černovice) byl rakouský politik, v 2. polovině 19. století poslanec Říšské rady, dlouholetý zemský hejtman Bukoviny a starosta Černovic.

## Biografie
Studoval práva na Lvovské univerzitě a od roku 1850 působil v Černovicích jako advokát. Byl prezidentem advokátní komory v Bukovině. Získal četná vyznamenání a roku 1898 byl povýšen do baronského stavu.
Byl aktivní veřejně i politicky. Od roku 1864 byl členem obecní rady v Černovicích. V období let 1866–1874 a znovu 1887–1905 zastával úřad starosty tohoto města (celkem byl starostou zvolen devětkrát). Zasadil se o zřízení elektrárny a vodovodu, výstavbu kanalizační sítě a vznik sítě elektrických drah. Roku 1868 byl zvolen na Bukovinský zemský sněm, kde zasedal až do roku 1904. V období let 1874–1884 byl zemským hejtmanem (předsedou sněmu a nejvyšším představitelem zemské samosprávy) v korunní zemi Bukovina. Zemský sněm ho roku 1871 delegoval i do Říšské rady (celostátní parlament, volený nepřímo zemskými sněmy) za zemské hlavní město Černovice. Uspěl rovněž v prvních přímých volbách do Říšské rady roku 1873 (kurie městská, obvod Černovice. Mandát zde obhájil i ve volbách do Říšské rady roku 1879.
Patřil k liberálům (takzvaná Ústavní strana, liberálně a centralisticky orientovaná, odmítající federalistické aspirace neněmeckých etnik). Na Říšské radě se v říjnu 1879 uvádí jako člen staroněmeckého Klubu liberálů (Club der Liberalen).
Zemřel v září 1906.

## Vyznamenání
- Řád červené orlice II. třídy (Pruské království, 1901)[6]
- Řád železné koruny III. třídy (Rakousko-Uhersko, 1872)
- Řád železné koruny II. třídy (Rakousko-Uhersko, 1884)
- komtur Řádu Františka Josefa (Rakousko-Uhersko, 1875)
- komtur Řádu rumunské hvězdy (Rumunsko, 1898)[7]
- Řád svaté Anny II. třídy (Ruské impérium, 1888)
- komtur s hvězdou Řádu svatého Řehoře Velikého (Vatikán, 1898)